# Terres des Sœurs de la Charité de Québec
Les terres des Sœurs de la Charité de Québec sont parmi les dernières terres arables enclavées dans la ville de Québec. Elles font l'objet d'un projet d'agro-parc « voué à l'agriculture novatrice, durable, garante de l’autonomie alimentaire du Québec ».

## Historique

### Ferme Saint-Michel-Archange

La maison généralice des Soeurs (à gauche) est située sur les terres.

Les Sœurs de la charité de Québec acquièrent les terres à la fin du 19e siècle. Elles cultivent d'abord la ferme voisine de l'Asile des aliénés, qu'elles administrent à partir de 1893. S'ajoute ensuite une parcelle située le long de l'avenue Saint-David. D'autres terrains s'ajoutent au 20e siècle, dont la terre située le long de l'avenue du Bourg-Royal. Nommée « ferme Saint-Michel-Archange » (plus tard Ferme SMA), les activités agricoles y sont diversifiées : maraîchage, vaches laitières, fromagerie et boucherie. Au début des années 1960, elle est à son apogée nourrissant les 5 200 patients de l'hôpital Saint-Michel-Archange.
À la suite de la désinstitutionnalisation, la Ferme SMA devient déficitaire. Elle ferme ses portes en 2007. Elle comptait 44 employés. 

### Choix d'une nouvelle vocation
La Ville de Québec envisage initialement y créer un parc technologique. L'Union des producteurs agricoles ne s'oppose pas au dézonage agricole des terres en raison du caractère urbain des alentours.
En décembre 2014, la congrégation religieuse cède leurs terres pour 40 millions $ à la Fondation Famille Jules-Dallaire, du nom du fondateur du groupe immobilier Cominar. Le projet prévoit l'urbanisation des terres avec la construction de 6 500 résidences accueillant une nouvelle population estimée entre 15 000 à 20 000 personnes. Les bénéfices du développement, qui pourrait prendre une quinzaine d'années à voir le jour, sont estimés à 150 millions $. Le changement de vocation est appuyé par le maire Régis Labeaume. Le projet est contesté par des citoyens, des élus et des organismes. À deux reprises, le ministère des Affaires municipales refuse le schéma d’aménagement de l’agglomération de Québec qui vise à faire tomber le zonage agricole du secteur,. Entre-temps, les terres continuent d'être louées pour la culture des céréales et du soya.
En septembre 2021, le gouvernement du Québec propose d'acquérir les terres pour créer un agro-parc. Une proposition similaire est aussi reprise par Bruno Marchand, nouvellement élu maire de Québec. Le 28 avril 2022, le gouvernement fait une promesse formelle d'achat des terres au coût de l'évaluation municipale, soit 28,7 millions $. Les Sœurs de la Charité acceptent cette vente en dessous du prix de marché en tant que legs à la société. L'entente spécifie toutefois qu'elles conservent 4% de la superficie du site, essentiellement le terrain de leur maison généralice. L'acquisition des terres est complétée le 30 septembre 2022.

### Agro-parc
Des consultations publiques sur le projet d'agro-parc sont menées en 2023 et 2024. Le 4 novembre 2024, le ministère de l’Agriculture, des Pêcheries et de l’Alimentation lance un appel de candidature pour la gestion de l'agro-parc et un autre pour des projets horticoles à portée communautaire,.